# Gewone agrimonie
De gewone agrimonie (Agrimonia eupatoria) is een kruidachtige plant uit de rozenfamilie (Rosaceae). De soort staat op de Nederlandse Rode lijst van planten als algemeen voorkomend en sterk afgenomen. Deze plant met zijn helgele bloemen in lange, slanke aren is vrij algemeen op kalkrijke bermen en dijken in België en Nederland. Het aantal chromosomen is 2n = 28.

## Naamgeving enetymologie
- Duits: Gemeiner Odermennig, Gewöhnlicher Odermennig
- Engels: Common Agrimony, Church Steeples, Cockeburr, Sticklewort[3]
- Frans: Aigremoine eupatoire
- Nederlands: Avermonie, Zangerskruid, Leverkruid, Verkeerde Klis, Drakenbloed, Edelleverkruid

De soortaanduiding eupatoria zou verwijzen naar Mithridates VI Eupator, een Pontische koning die bekend was vanwege zijn kruidenkennis.

## Kenmerken

### Plant
De gewone agrimonie is een 40–100 cm hoge, donkergroene plant met een behaarde, weinig vertakte bloemstengel, talrijke verspreid staande, gedeelde bladeren en lange, slanke aarvormige bloeiwijzen. De aren zijn dicht bezet met gele bloemen. De bloemen openen zich het eerst onderaan de aar en naarmate het bloeiseizoen vordert, gaan ook de hogere bloemen open. Zodra de bloemen uitgebloeid zijn, verlengen de aren zich zodat de schijnvruchten ver uit elkaar komen te staan.
De gewone agrimonie is een hemikryptofyt, een meerjarige plant overwintert met een knop boven de grond, omgeven door een bladrozet.

### Bladeren
De gewone agrimonie heeft  gevederde bladeren met deelblaadjes. Het hele blad varieert in grootte van bijna 20 cm onderaan tot slechts 10 cm bovenaan. De bladeren zijn afgebroken geveerd; grote paren zijblaadjes worden afgewisseld met kleinere. De lagere bladeren hebben het meeste blaadjes, naar boven toe worden ze eenvoudiger. De blaadjes zijn elliptisch, de bladrand ervan gezaagd. De blaadjes zijn bezet met lange haren en kunnen aan de onderzijde klieren dragen.

### Bloemen

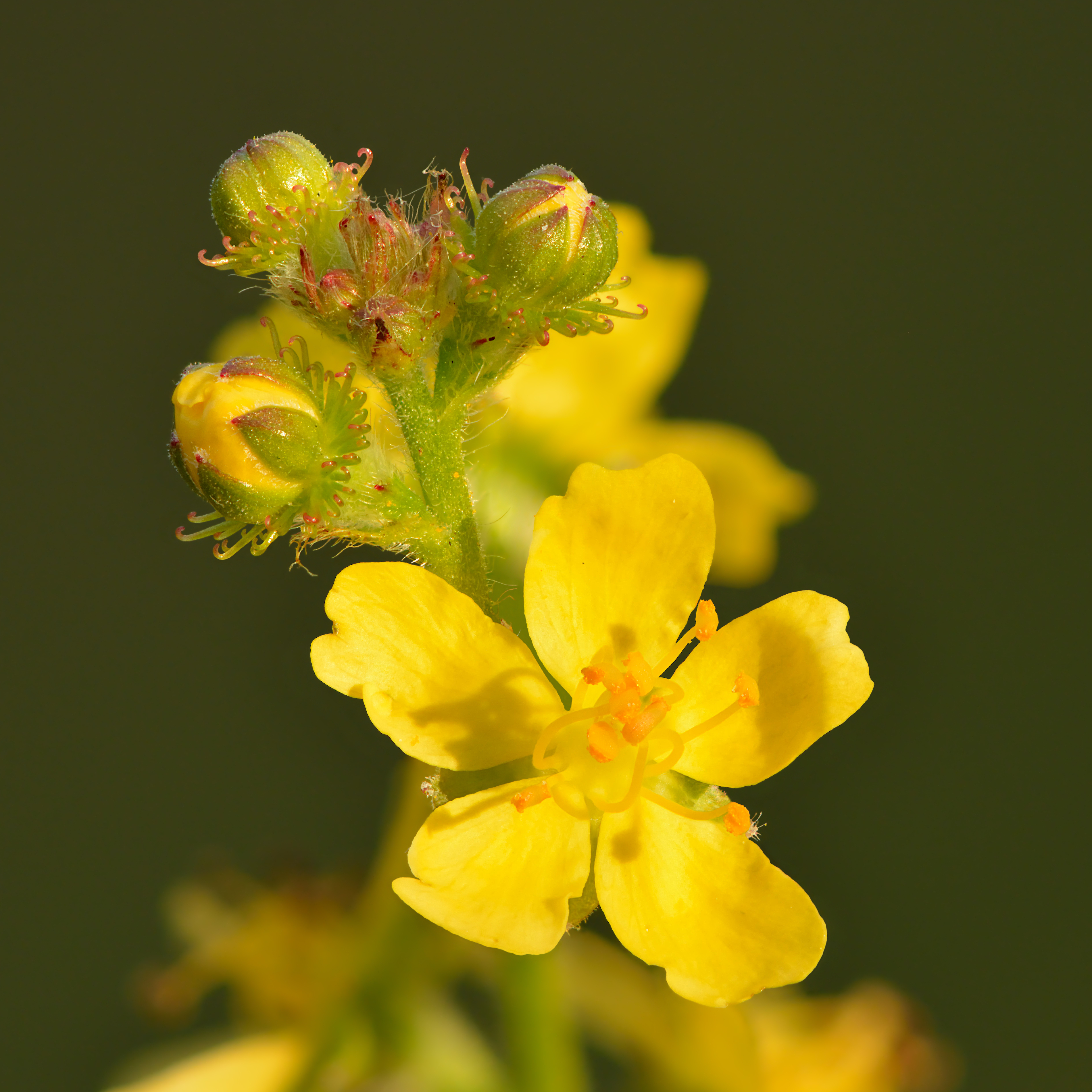
Bloem

De bloemen zijn klein en staan dicht op elkaar. Elk bloempje wordt ondersteund door een gedeeld steunblaadje. De bloemen hebben 5 wijd uitgespreide, eironde en heldergele kroonblaadjes en tot twaalf meeldraden, die tevoorschijn komen uit een kelkbuis.
Uit de kelkbuis ontwikkelt zich na de bloei een schijnvrucht, die aan de buitenzijde over de volledige lengte gegroefd is en bezet met haken. De onderste rij haken staan schuin tot bijna recht af. Deze kenmerken onderscheiden de gewone agrimonie van zijn soortgenoot, de welriekende agrimonie (Agrimonia procera)
De bloemen van de gewone agrimonie hebben een vage, zoete geur die doet denken aan abrikozen.
De bloeitijd is van juni tot september.

### Vruchten
De schijnvruchten van de gewone agrimonie bezitten kleine weerhaakjes, waarmee ze zich aan de vacht van passerende dieren vasthechten. De zaden hebben zo meer kans om in een wijde omgeving verspreid te raken. Deze eigenschap verklaart de Nederlandse volksnaam 'verkeerde klis' en de Engelstalige namen 'Cockeburr' (haneklit) en 'Sticklewort' (stekelkruid).

## Inhoudsstoffen
De plant bevat de volgende inhoudsstoffen:
- Zuren: palmitinezuur, salicylzuur, kiezelzuur en stearinezuur.
- Flavonoïden:
  - Flavonolglycosiden: quercetineglycosides (0,3%-0,9%), hyperoside, rutine, quercitrine, isoquercitrine, kaempferolglycosides
  - Flavonglycosiden: luteoline, luteoline-7-glucoside, apigenine, isovitexine en glycosides
- Tanninen (7 - 10%): vooral niet-hydrolyseerbare tannines van het catechine- en epicatechinetype (7%), en met name dimeren, trimeren en tetrameren uit de groep procyanidines. Er is echter ook een kleine hoeveelheid hydrolyseerbare tannines aanwezig (bijvoorbeeld ellagitannine).
- Vitaminen: ascorbinezuur, nicotinamide (100–300 mg per gram blad), thiamine (circa 2 mg per gram blad) en vitamine K.
- Triterpenen: α-amyrine, ursolzuur, euscapinezuur)
- Andere bestanddelen: fytosterolen

Gewone agrimonie (Agrimonia eupatoria) bevat geen etherische olie. De sterk verwante welriekende agrimonie (Agrimonia procera), bevat echter wel etherische olie (0,2%).

## Habitat
De gewone agrimonie prefereert matig droge tot vochtige, voedselarme tot matig voedselrijke, kalkrijke of leemachige grond op licht beschaduwde plaatsen. Hij is vooral te vinden op dijken, spoorweg- en wegbermen, holle wegen, bosranden, tussen laag struweel, langs akkerlanden en hooilanden.
In zandige, kalkarme streken, zoals de Antwerpse Kempen, wordt hij nogal eens aangetroffen in bermen van dolomietpaden.

## Voorkomen
De gewone agrimonie komt voor in heel Europa tot in Schotland en zuidelijk Scandinavië, verder tot in Midden-Azië en Noord-Afrika.
In Nederland is hij vrij algemeen in Zuid-Limburg, langs de grote rivieren en de aangrenzende laagveengebieden, in Zeeland en in de duinengordel. Komt niet voor op de Waddeneilanden.
In België is hij vrij algemeen over heel het land, vooral in het Maasgebied.

## Verwante en gelijkende soorten
De gewone agrimonie lijkt zeer sterk op de welriekende agrimonie (A. procera). Hij kan ervan onderscheiden worden door de groeven op de kelkbuis of schijnvrucht, die tot op de voet doorlopen, en door de buitenste rij haken, die schuin of recht afstaan en niet terugbuigen. De gewone agrimonie is ook donkerder groen gekleurd en dichter behaard dan de welriekende.

## Bedreiging en bescherming
De gewone agrimonie staat op de Vlaamse Rode Lijst (planten) aangeduid als 'achteruitgaand' en op de Nederlandse Rode Lijst (planten) als 'sterk afgenomen'.

## Toepassing
De plant wordt in de kruidengeneeskunde voor verschillende doeleinden gebruikt. Actieve bestandsdelen zijn triterpenen, looi- en bitterstoffen, flavonoïden, kiezelzuur en slijmstoffen. De looistof van agrimonie heeft een heilzaam effect op het genezingsproces van wonden en heeft een pijnstillend effect. De bitterstoffen in de plant werken vochtproductie bevorderend en de flavonoïden en triterpenen hebben een ontstekingsremmend en antibiotisch effect. De meest gebruikte toepassing in een thee. Deze werkt stimulerend voor de afscheiding van maag- en galsappen en heeft een positief effect op diarree, darm- en galziekten, keelholteontsteking en keelpijn. Het kruid kan ook verwerkt worden tot een tinctuur.